# ランバダ
ランバダ（ランバーダ, Lambada）とは、南米から発祥し、1980年代後半に世界的に有名になったダンス及び音楽である。

## 概要
ランバダは、ブラジルのフォホーやマーシン、カリンボーなどに起源があるとされ、またドミニカのメレンゲやコロンビアのクンビアが、それらブラジルのリズム音楽の影響の元に変化したものである。したがってランバダは、南米のいくつかの異なる文化が混ざりあったものである。
男女がペアで踊るダンスであるが、密着度が高く、腰をくねくね動かすパフォーマンスと時に片足を相手の股の間に入れてお互いの股間（局部）を太股で刺激するように擦り合わせ腰をすり寄せる格好をする、極めてエロチックなダンスとして話題になった。1980年代に日本で流行していたディスコでは、そのエロチックさ故にランバダを踊ることを禁止する所も現れた。
ダンスとしてのランバダは、ブラジルのノルデスチ（北東部）であるパラー州を中心に、ブラジル由来のダンス音楽と他のスペイン語圏を由来とするダンス音楽が親しまれて踊られていたことから、その2つが結びついたことに由来する。特に大西洋側のポルト・セグーロで広まったとされるのが一般的である。
現在、ランバダはカリブ由来（フランス領小アンティール諸島のグアドループ、マルティニーク）のズーク（Zouk）とミクスチャーされて踊られている。日本にも愛好者が多い。
ランバダという言葉には、「鞭で打つ」という意味があるとされる。

## カオマのランバダ
このダンスのための曲として、フランスの「カオマ」(Kaoma) というグループが1989年に「Lambada」（オリコン最高位12位）というヒット曲を出した。また、カオマの曲はいろいろなアーティストがカバーし、日本では特に石井明美が日本語詞（作詞：麻木かおる）でカバーしたことでも知られている。なおカオマは、当時のいわゆるワールドミュージックのブームの先駆的なバンドでフランスを拠点としていたが、メンバーはブラジル人など様々な国の出身者で構成された多国籍バンドであった。
カオマのランバダは、ボリビアを代表するフォルクローレグループであるロス・カルカス (Los Kjarkas)のオリジナル曲「Llorando se fue（ジョランド・セ・フエ：泣きながら去った、日本語題：『泣きながら』）」をポルトガル語でカバーしたブラジル人歌手マルシア・フェレイラ（Márcia Ferreira)の「Chorando se foi」を無断で盗用した曲であった。原曲は愛する人との悲しみの別れを歌った哀愁のあるしっとりとしたものであったのに対し、フェレイラバージョンは曲調がアップテンポになっており、カオマはこのバージョンをほぼコピーした形で曲をリリースしていた。当時ボリビアは著作権保護の法整備が進んでいなかった事、またカオマバージョンでは作曲者名が偽られていた事もあって原作者に著作権料がまったく支払われていなかったが、後に訴訟を起こされ著作権料を支払う事となっている。なお、カオマバージョンのランバダのヒットにより、日本などでは原曲の“Llorando se fue”の知名度が上がり、今では「コンドルは飛んでいく」と並びフォルクローレの定番となっている。
カオマのヒットにより、1990年には映画『ランバダ/青春に燃えて』が制作・公開され、のちにブレイクするジェニファー・ロペスも出演していた。

## アレンジ
- 2011年に発売したOn the Floor（英語版）（ジェニファー・ロペスfeat.ピットブル名義）で、カオマ版のこの曲をアレンジしている。